# Ataenogera grandis
Ataenogera grandis är en tvåvingeart som beskrevs av Lyneborg 2003. Ataenogera grandis ingår i släktet Ataenogera och familjen stilettflugor. Inga underarter finns listade.